# Canal Livre
Canal Livre é um talk-show jornalístico exibido semanalmente pela Rede Bandeirantes à 00h00 de domingo e pelo BandNews TV ás 23h30 de segunda-feira. Durante cerca de 12 anos, passaram pelo programa figuras importantes do cenário nacional e internacional como Lula, FHC, José Serra, Caetano Veloso, Darcy Ribeiro, Tom Jobim, Chico Buarque, Alceu Amoroso Lima e Daniel Ortega. Atualmente, tem a apresentação de Fernando Mitre, Rodolfo Schneider e jornalistas convidados.

## História
O Canal Livre é um dos programas de entrevistas mais representativos da história da televisão brasileira, símbolo de independência nos anos 1980 e 1990. Ganhou destaque desde os tempos de luta pela liberdade democrática e firmou-se como um programa de grande prestígio no Brasil e no exterior. Nas noites de domingo, o Canal Livre permanece fiel à marca forte que lhe deu origem.
"A Band sempre fez um jornalismo com coragem, e o Canal Livre é um símbolo disso", ressalta Fernando Mitre, diretor nacional de jornalismo da emissora. Exibido de um estúdio especialmente desenvolvido e desenhado para ele, o programa dedica-se sempre a fazer entrevistas em profundidade com personalidades nacionais e internacionais, como chefes de Estado e lideranças expressivas nos meios político, econômico, empresarial, artístico e esportivo. Os jornalistas e o entrevistado ficam numa mesa redonda sob o foco de três câmeras cruzadas. Além disso, as imagens são registradas por uma quarta câmera móvel num trilho circular.
O diretor nacional de jornalismo diz que o Canal Livre vai recorrer ao material de pesquisa sobre o entrevistado para ilustrar o assunto. O arquivo da Band também vai resgatar imagens de momentos históricos do programa. O seu surgimento, em 1980, coincidiu com o processo de abertura política no país. Em plena ditadura, era uma tentativa de levar para a TV um jornalismo mais crítico, opinativo e independente. Esse objetivo era explícito inclusive no encerramento, quando a voz de Sargentelli era ouvida em off na leitura dos Direitos Humanos.

## Mudanças
O programa estreou em  17 de agosto de 1980, sendo exibida aos domingos às 22h15, tendo como primeiro apresentador o jornalista Roberto d'Ávila e seu primeiro entrevistado foi o então ministro do Trabalho Murilo Macedo.
Entre 1980 e 1996, além de Roberto D'Ávilla, passaram pela apresentação Belisa Ribeiro, Marília Gabriela, Silvia Poppovic e Flávio Gikovate. Em meados de 1996, o programa deixa a grade de programação da Rede Bandeirantes.
Em 26 de maio de 2002, o programa reestreou com apresentação de Márcia Peltier, retomando ao formato de entrevistas, passando a ser transmitido aos domingos das 21h30 às 22h30. O primeiro entrevistado foi o então presidenciável Ciro Gomes.
Em 2003, o programa passou a ser exibido ao vivo aos sábados, às 21h30 até 23h00, mas logo depois voltou a ser transmitido aos domingos, 00h00 até 01h00. Ainda em 2003, as transmissões ao vivo passaram a ocorrer esporadicamente, em edições especiais do programa e a apresentação passou a ser de Bira Valdez até o ano de 2005, quando Joelmir Betting assumiu o posto.
De 2011 à 2018, a direção do programa passou para as mãos da jornalista Paula Azzar.

### Mediadores
| Mediador           | Temporadas    |
| ------------------ | ------------- |
| Roberto d'Ávila    | 1980–1983     |
| Belisa Ribeiro     | 1983–1986     |
| Marília Gabriela   | 1987–1988     |
| Silvia Poppovic    | 1988–1989     |
| Ney Gonçalves Dias | 1989–1990     |
| Gilse Campos       | 1990-1991     |
| Flávio Gikovate    | 1991–1996     |
| Márcia Peltier     | 2002–2003     |
| Bira Valdez        | 2003–2005     |
| Joelmir Betting    | 2005–2012     |
| Boris Casoy        | 2008–2016     |
| Ricardo Boechat    | 2016–2019     |
| Fábio Pannunzio    | 2016–2019     |
| Rafael Colombo     | 2019–2020     |
| Fernando Mitre     | 2016–presente |
| Rodolfo Schneider  | 2020–presente |